# 冬吴相对论
《冬吴相对论》是中央人民广播电台经济之声每天播出的一档高端财经脱口秀节目。该节目从生活视角解读经济事件的玄机，里面时不时穿插一些哲学知识，在经济话题的背后探讨生活的真谛。节目不仅轻松幽默，而且具有思考张力，因此逐渐培养了一批忠实的听众。。

## 播出时间
- 首播：中央人民广播电台经济之声：每天11:30-12:00
- 重播：中央人民广播电台经济之声：每天15:30-16:00